# Ville-di-Paraso
Ville-di-Paraso is een gemeente in het Franse departement Haute-Corse (regio Corsica) en telt 128 inwoners (1999). De oppervlakte bedraagt 9,37 km², de bevolkingsdichtheid is 13 inwoners per km².
De onderstaande kaart toont de ligging van Ville-di-Paraso met de belangrijkste infrastructuur en aangrenzende gemeenten.

## Demografie
Onderstaande figuur toont het verloop van het inwonertal.
Vanwege een beveiligingsprobleem met de MediaWiki Graph-software is het momenteel niet mogelijk deze grafiek weer te geven. Zodra de software is bijgewerkt zal de grafiek vanzelf weer zichtbaar worden.